# Pyrilia
Pyrilia ist eine Gattung aus der Familie der Eigentlichen Papageien (Psittacidae), die in Mittel- und Südamerika vom Süden Nicaraguas bis ins Amazonasbecken und den drei Guyanas verbreitet ist. Es handelt sich um eine Gattung kleiner Papageien, die durchschnittlich eine Körperlänge von 22 Zentimetern erreichen. Innerhalb der formenreichen Neuweltpapageien weisen sie eine enge Verwandtschaft zur Gattung Hapalopsittaca auf.
Alle Pyrilia-Arten gehörten ursprünglich zur Gattung Pionopsitta, die sich jedoch als nicht monophyletisch erwies und heute nur noch den Scharlachkopfpapagei (Pionopsitta pileata) umfasst. Die übrigen Arten wurden zunächst in die Gattung Gypopsitta gestellt, später aufgrund der Prioritätsregel in die Gattung Pyrilia überstellt.

## Merkmale
Charakteristisch sind die breiten, spitz zulaufenden Schwingen, der abgerundete und relativ kurze Schwanz, die teilweise befiederten Zügel, der knollige Schnabel und die unbefiederten Augenringe. Merkmale der Pyrilia-Arten, die im Allgemeinen bei anderen Gattungen der Neuweltpapageien nicht gefunden werden, sind: ein verwaschener grüner Fleck im oberen Brustbereich, der einen leicht bräunlichen oder gelblichen Einschlag aufweist, fehlende rote Pigmente auf der Unterseite des Schwanzes, das Fehlen einer deutlich ausgeprägten Kerbe am Rand des Oberschnabels und das Fehlen dunkelblauer Federn an Brust und Bauch.

## Arten
Die Gattung umfasst sieben Arten mit vier Unterarten.
- Orangekopfpapagei (P. aurantiocephala)
- Goldwangenpapagei (P. barrabandi)
- Kappenpapagei (P. caica)
- Grauwangenpapagei (P. haematotis)
- Rosenwangenpapagei (P. pulchra)
- Goldkopfpapagei (P. pyrilla )
- Kahlkopfpapagei (P. vulturina )